# Mateo Benigno de Moraza

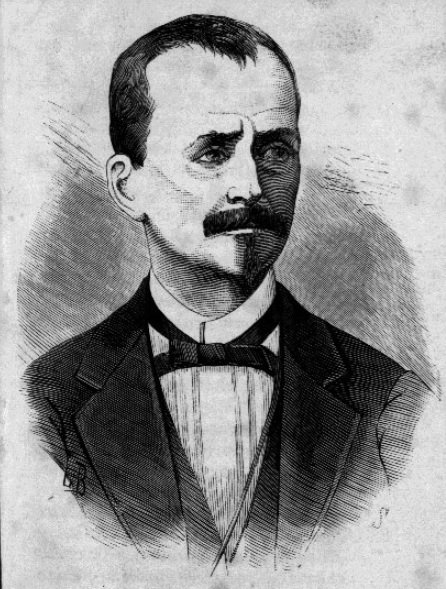

Mateo Benigno de Moraza y Ruiz de Garibay (* 21. September 1817 in Vitoria; † 17. Januar 1878 in Vitoria) war ein spanischer Politiker, Abgeordneter bei den Cortes für Álava, Sekretär des Rathauses von Vitoria, Gouverneur von Vizcaya, Rektor der Freien Universität und Jurist.

## Leben und Wirken
Moraza lernte Latein und Geisteswissenschaften im Kloster von Santo Domingo, und später Jura in Valladolid. 1840 wurde er zum Doktor der Rechte promoviert. Moraza zeichnete sich als Redner und glühender Verfechter der baskischen Sonderrechte (Fueros) aus. In der Altstadt von Vitoria sind die Mateo-Benigno-de-Moraza-Straße sowie eine Statue ihm gewidmet.

## Bibliographie
- Fermín Herrán: Biografía de Mateo Benigno de Moraza. (Biblioteca Euskera, Tomo I). Druckerei Viuda de Egaña é Hijo, Vitoria (Spanien), 1878, 203 Seiten.